# Soohorang e Bandabi

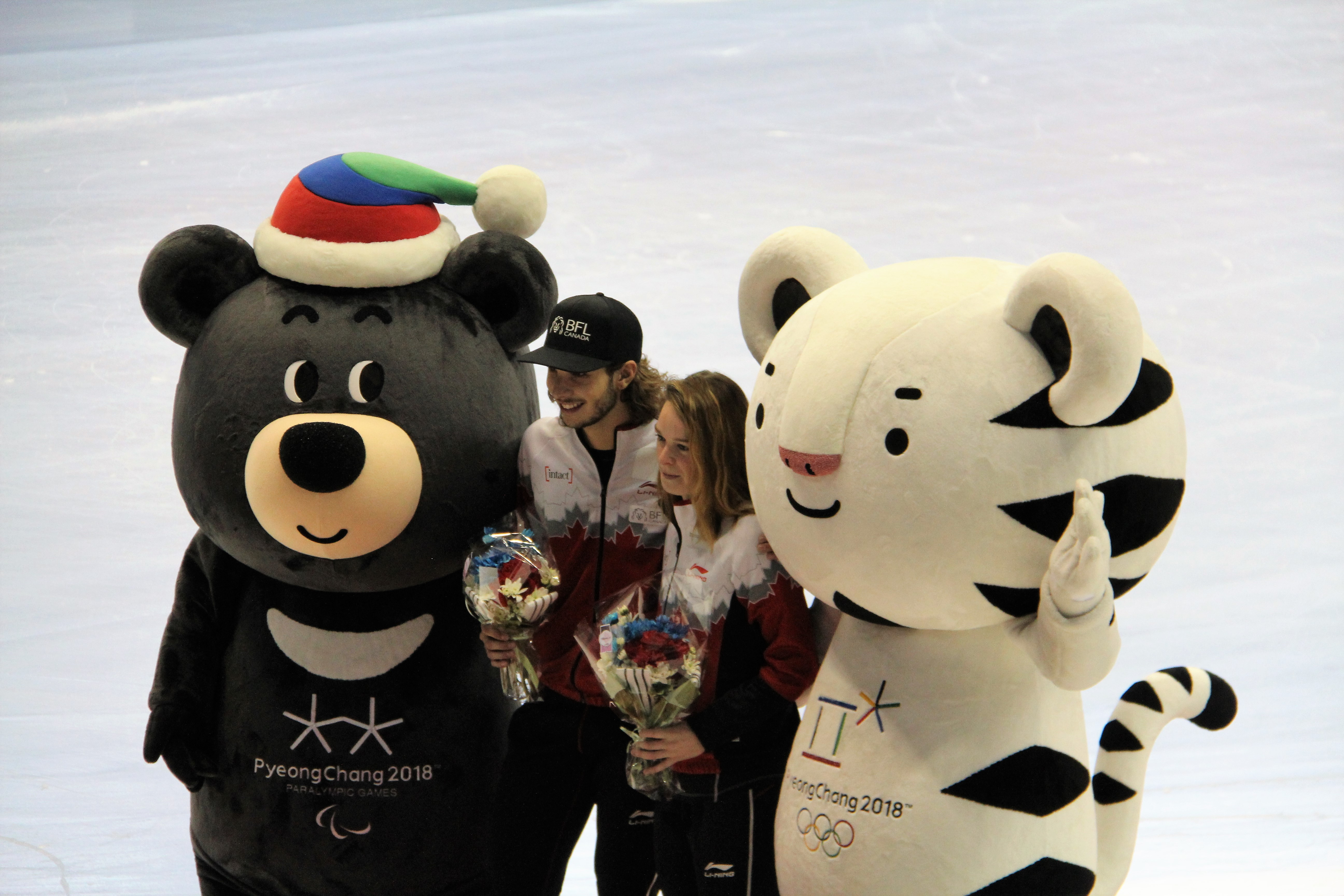

Soohorang (수호랑) e Bandabi (반다비) são os mascotes para os Jogos Olímpicos de Inverno de 2018 e os Jogos Paralímpicos de Inverno de 2018, realizada em Pyeongchang, Gangwon, na Coreia do Sul. Soohorang é um tigre branco e Bandabi é um urso-negro-asiático. Os mascotes foram escolhidos por meio de um concurso nacional que aconteceu em 2014 e foram aprovados pelo Comitê Olímpico Internacional em 2 de junho de 2016.

## Seleção
Em 27 de junho de 2014, o Comitê Organizador de Pyeongchang anunciou para o público o concurso de seleção para os mascotes. O processo de seleção aconteceu de 15 de setembro de 2014, até 30 de setembro do mesmo ano. No dia 2 de junho de 2016, o Comitê Olímpico Internacional aprovou o mascotes dos jogos.

## Características

### Soohorang
Soohorang é o mascote dos Jogos Olímpicos de Inverno de 2018. "Sooho" significa "proteção" em coreano, simbolizando a proteção oferecida aos atletas, participantes e espectadores dos Jogos de Inverno, como também a preservação da paz mundial que é o espírito dos Jogos Olímpicos. "Rang" deriva da palavra "ho-rang-i", palavra coreana para tigre, também é o último jamo de Jeongseon Arirang, uma canção folclórica muito popular na província de Gangwon.
Soohorang tem seu tema inspirado no tigre branco, conhecido como "baekho" na Coreia, que é considerado o animal guardião sagrado da Coreia. Sua cor também é um indicativo da neve e gelo dos esportes de inverno.
Tigres possuem um aspecto notável no folclore e cultura coreana. Baekho, o tigre branco, é descrito nos mitos e narrativas como um animal imaginário divino que vigia as montanhas e a natureza. Um símbolo cultural para prosperidade e proteção, Baekho é reverenciado como um deus que cuida da humanidade, rezando pela sua paz e bem estar das aldeias no folclore coreano, mantendo a continuidade de Hodori que foi o mascote do Jogos Olímpicos de Verão de 1988 em Seul.
Em suma, Soohorang é cheio de "paixao e entusiasmo" e "uma personalidade forte que protege as pessoas que participam das Olímpiadas."

### Bandabi
Bandabi é o mascote para os Jogos Paralímpicos de Inverno de 2018. É um símbolo de coragem e boa vontade. "Banda" significa "meia-lua" ou "besta da meia-lua", e "bi" significa celebrar a competição.
Bandabi é um amigo caloroso que "tem forte vontade e coragem, está na vanguarda da igualdade e da harmonia" e apóia o entusiasmo dos atletas nas Paralimpíadas para que possam superar suas limitações.
Bandabi também possui uma continuação com Gomduri, que foi o mascote dos Jogos Paralímpicos de Verão de 1988 em Seul.

## Ligações Externas
- Introdução do Mascote